# Johann Christian Gottlob Baumgarten
Johann Christian Gottlob Baumgarten illetve magyaros írásmóddal Baumgarten János Kristóf (Luckau, 1765. április 7. – Segesvár, 1843. december 29.) bölcselet- és orvosdoktor, botanikus. 
Botanikai szakmunkákban nevének rövidítése: „Baumg.”.

## Élete
Apja, Johann Gottlob Baumgarten polgármester volt; miután szülővárosában a középiskolát elvégezte, 1784-ben a drezdai orvosi kollégiumot látogatta; innen egy év múlva a lipcsei egyetemre ment, ahol 1790-ben bölcseleti és 1791. orvosdoktor lett. Két évet töltött Bécsben, majd Erdélybe költözött és 1793. július 4-én érkezett Nagyszebenbe. 1794. október 1-jén az újegyháziak hívták meg orvosuknak; 1801-ben pedig a segesváriak orvosa lett. A tisztségéről 1807-ben lemondott, hogy háborítatlanul élhessen a tudománynak. 1829-ben ismét elfoglalta előbbi tisztségét, amelyet 1841-ig viselt, amikor szélhűdés érte. Tagja volt a lipcsei Linné-társaságnak és a pesti egyetem orvosi karának.

## Munkái
1. Epist. gratul. brevis trepani coronati historia. Lipsiae, 1789.
2. Sertum Lipsicum seu stirpes omnes praeprimis exoticas circa urbem… digessit atque descripsit. Uo. (1790.)
3. Flora Lipsiensis. Uo. 1790.
4. Dissertatio politicophys. de arte decoratoria. Pars I. Uo. 1791.
5. Dissertatio inaug. de corticis ulmi campestris natura, viribus usuque medico. Uo. 1791.
6. Enumeratio stirpium Magno Transsilvaniae. Tomi 3. Vindobonae, 1816. (A 4. kötet N.-Szeben, 1846. Fuss Mihály által kiadva.)

## Emlékezete
Tiszteletére több növényt neveztek el: Artemisia baumgartenii, Saxifraga baumgartenii, Veronica baumgartenii, Helleborus baumgartenii, Campanula baumgartenii, Saponaria baumgartenii.